# Ceratina perforatrix
Ceratina perforatrix är en biart som beskrevs av Smith 1879. Den ingår i släktet märgbin och familjen långtungebin. Inga underarter finns listade i Catalogue of Life. Arten förekommer i Sydöstasien.

## Beskrivning
Ceratina perforatrix är ett förhållandevis litet bi, honan är 9 till 10,5 mm lång, hanen 8 till 9 mm. Kroppen är metallglänsande blå, grön eller bronsfärgad. Tergit 2, ibland även 3, är dock svart, liksom området ovanför munskölden (clypeus) och mittersta delen av mellankroppen. Båda könen har gula markeringar framför allt i ansiktet, hanen i större utsträckning än honan. Den senare har en gul fläck på överläppen och ibland på främre delen av mellankroppen, medan hanen dessutom har stora gula markeringar på käkarna, gula markeringar på munskölden och fler gula partier på mellankroppen.

## Utbredning
Arten har påträffats i Kina (provinsen Yunnan), Myanmar, Thailand, Malaysia, Singapore, Indonesien och Filippinerna.

## Ekologi
Habitatet ansågs länge bara utgöras av urskogar, men senare har man kunnat konstatera att den också förekommer i bebyggda miljöer som trädgårdar och parker. Som alla märgbin bygger arten sina larvbon i märgen på olika växter.